# Jeannette Thurber

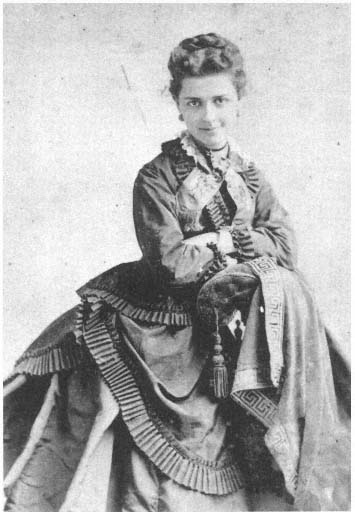
Jeannette Thurber, um 1883

Jeannette Thurber (* 29. Januar 1850 in Delhi als Jeannette Meyers, New York; † 2. Januar 1946 in Bronxville, New York) war eine US-amerikanische Musikmäzenin sowie Gründerin und Präsidentin des National Conservatory of Music of America.

## Leben
Jeannette Meyers war die Tochter des dänischen Immigranten Henry Meyers, eines bekannten Geigers, und seiner Ehefrau Annamarie Coffin Price. Sie studierte später am Conservatoire de Paris. Im Alter von neunzehn Jahren heiratete Jeannette Meyers am 15. September 1869 in New York City den Millionär Francis Beattie Thurber. Aus der Ehe, die allen Berichten zufolge eine glückliche war, gingen zwei Söhne hervor.

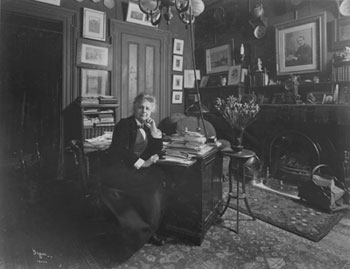
Jeannette Thurber in ihrem Büro, 1905

Im Jahr 1884 gründete Mrs. Thurber in Manhattan das National Conservatory of Music of America und ein Jahr darauf die American Opera Company, wo junge amerikanische Talente, auch solche mit schwarzer Hautfarbe, ausgebildet werden sollten. 1884 finanzierte sie die ersten Wagner-Festspiele und das Debüt des Boston Symphony Orchestra in New York City.
Die musikbegeisterte Dame wollte ihrer Schule mit einem berühmten Lehrer zum Durchbruch verhelfen, um ein nationales amerikanisches Kunstidiom zu fördern. Sie unterbreitete 1891 dem tschechischen Komponisten Antonín Dvořák (1841–1904) einen finanziell und künstlerisch verlockenden Zweijahresvertrag bei jährlich achtmonatiger Tätigkeit als Kompositionslehrer und Orchesterdirigent. Nach längerem Zögern nahm der Komponist ein Jahr später das Angebot an. Abgesehen von Heimwehanfällen befiel Dvořák manchmal finanzielle Panik, da Mrs. Thurbers Ehemann, früherer Millionär, dem Bankrott nahe und Mrs. Thurber daher im Rückstand mit ihren Honorarzahlungen war. Trotzdem verlängerte er schließlich im Mai 1894 seinen Vertrag und kehrte nach einem ausgiebigen Heimaturlaub nach New York zurück.